# 한국경제인협회
한국경제인협회(韓國經濟人協會, 영어: The Federation of Korean Industries, FKI, 약칭 한경협)는 1961년에 설립된 대한민국의 경제 단체이다. 법적으로는 사단법인의 지위를 지닌다. 대한민국 각계를 대표하는 기업 및 업종별 단체들이 회원으로 가입되어 있다. 국내외의 각종 경제 문제에 대한 조사·연구, 주요 경제 현안에 관한 대정부 정책 건의, 국제기구 및 외국 경제 단체와의 교류 협력 및 자유 시장 경제 이념의 전파와 기업의 사회 공헌 촉진 등의 사업을 목적으로 한다.
2013년 12월 17일, 서울특별시 영등포구 여의도동에 신축한 전국경제인연합회 회관을 준공하였다. 이전 회관을 철거한 후에 신축 공사가 이루어졌으며, 건물 설계는 아드리안 스미스 앤드 고든 길 건축가가 담당했다. 지하 6층~지상 50층, 높이 245.5m, 연면적 16만8682m2 규모이며, 전국경제인연합회는 회관 일부를 임대하여 부동산업도 행하고 있다. 2023년 8월 22일에 한국경제연구원을 흡수통합하고 이름도 한국경제인협회로 변경하여 오늘에 이르고 있다.

## 특이사항
한경협과 대한상공회의소, 한국무역협회, 한국경영자총협회, 중소기업중앙회 등 5개 단체를 소위 경제 5단체라고 부르고 있다. 대한상공회의소는 대기업과 중소기업을 망라하여 모든 기업들이 의무적으로 가입하게 되어 있으며 각 지역별로 지방상공회의소가 독립적으로 구성되어 있다. 한국무역협회는 이름 그대로 무역업에 종사하는 기업 또는 개인이 회원으로 가입하고, 중소기업중앙회는 각 업종별로 중소기업들이 가입해 있는 협동조합의 연합체적 성격을 지니고 있다. 전경련은 주요 대기업과 업종별 경제 단체 등으로 구성되었다는 특징이 있다. 한경협을 제외한 세 단체가 특별법에 의해 설립된 데 반해, 한경협은 민간 경제인들의 자발적인 의지에 의해 설립된 민간 경제 단체라는 차이점이 있다.
2016년 현역 정훈장교 경제 교육을 전경련회관 콘퍼런스 센터에서 실시했다.

## 주요활동
- 기업 경쟁력 재고를 위한 기업 경영 인프라 개선: '글로벌 경쟁력(비전)확보'의 실천 수단이며, 이를 통해 정부의 경제비젼인 '활기찬 시장경제'와 '선진화를 통한 세계 인류 국가' 실현에 기여
- 기업 시민의 역할 선도와 시장경제 실현: '신뢰 받는 기업상 정립(비전)' 위한 적극적, 포괄적 가치 반영, 시장경제 실현 -> 자유경쟁·공정경쟁 원칙 확립과 기업가 정신 구현 의지를 포괄
- 회원 서비스 확대의 경제계 구심 체제 역할 수행: 회원사의 욕구 충족을 위한 서비스 제공에 충실함으로써 궁극적으로 전경련 비전(글로벌 경쟁력 확보)과 국가 경제 비전 실현에 실질적으로 기여
- 글로벌 민간 경제 협력 선도: 회원사의 국제 협력 지원과 글로벌 민간 로비 역량 강화를 통한 비전(글로벌 경쟁력 확보)실현
- 경제 교육: 시장경제와 기업가 정신 교육 및 대학생을 대상으로 YLC(Young Leaders' Club), EIC(Elite Intensive Course), YE(Youth Ecodemia)와 같은 경제 동아리를 운영하고 있으며, 학생과 사회인을 대상으로 경제 교육 실시

## 논란 및 비판

### 반값 등록금은 포퓰리즘이라는 발언에 대한 비판
기업 세금은 깎아 달라고 하면서 등록금 깎아 주는 건 포퓰리즘이라는 허창수 전경련 회장의 발언에 대해 각계로부터 비판이 제기되었다.
- 박경철은 경향신문에 기고한 칼럼을 통해 전경련을 비판했다. 그는 우선, 전경련은 사실상 재벌기업들의 이익 단체인데 이처럼 대기업 집단이 조직을 만들고 자신들의 이익을 주장하는 것은 일본과 한국에만 있는 독특한 문화라는 점을 지적했다. 이는 사회적 규범상 상상조차 할 수 없는 일이기 때문이라는 것이다. 또한 그는 미국에서는 일반 기업 경영자들이 지역사회 공헌 문제에 대해 지역민들과 토론하거나 사회적 기여를 하는 것에 대해 자랑스러워하는 문화가 정착되어 있고 드물게 집단적인 목소리를 낸다면 그것은 ‘상속세 존치’나 ‘기부’와 같은 의제를 이슈화하기 위해서 일 뿐이라고 했다. 물론 미국의 기업들도 로비스트를 고용해서 로비를 하지만 자신들의 이익을 위해 공개적으로 단체를 결성하고 집단적 목소리를 내는 경우는 상상조차 할 수 없다는 것이다. 반면 우리나라 전경련은 자신들의 이익을 주장을 하는 것을 넘어 ‘등록금 문제’나 ‘복지’와 같은 사회적 아젠다에 대해 ‘포퓰리즘’ 등의 정치적 용어를 동원하며 개입하는 것도 서슴지 않고 있다는 점을 지적했다. 그러면서 그는 이는 대한민국의 방향성을 자본이 좌지우지할 수 있다는 무서운 교만이며, 자본 지배의 시대를 꿈꾸지 않는 한 있어서는 안 되는 발언들이라고 비판했다.[3]
- 단 박경철의 의견과는 달리 한국과 일본을 제외한 국가에서도 공통적으로 기업의 입장을 대변한 단체들이 만들어져 있다. 미국의 US Chamber of Commerce, Business Roundtable, 영국의 Confederation of British Industry, 독일의 BDI, 프랑스의 MEDEF 보관됨 2021-06-13 - 웨이백 머신 등이 대표적이다. 이들 단체는 국내적으로 자국 기업의 이익을 위해 목소리를 내고 있으며, 주요 20개국 정부가 모인 G20와 같이 B20를 구성하여 전세계적 관점에서 기업의 이해를 대변하고 있다.
- 동아일보의 권순활 논설위원은 동일한 허 회장의 발언에 대해 "선진국에서는 경제인이 기업 현안 뿐 아니라 정치 사회적 현안에 대해 견해를 밝히는 일이 드물지 않다"며, "넘쳐날 포퓰리즘의 폐해를 직시하고 소신 있게 말하는 사람이 많이 나와야 한다"고 밝혔다.[4]
- 이주영 한나라당 정책 위원회 의장은 우리나라 대기업의 성장은 한편으로 관세, 수입 제한 조처, 고환율·저금리 정책 등 시장원리에 반하는 각종 특혜와 정부의 보호 정책에 상당 부분 의존해온 것도 사실이라고 지적하고 그런데도 최근 추가 감세 철회, 중소기업 동반 성장 문제, 비정규직 차별 해소 등 자신에게 좀 불리하다고 생각되는 정책 뿐 아니라 국민 부담 경감을 위한 등록금 문제 등에 대해 시장 원리에 맡겨야 한다면서 친서민정책을 배격하고 있다고 지적했다. 이 의장은 “이는 전형적인 사다리 걷어차기 정책”이라며 “자기가 올라섰으니 뒷사람은 따라오지 말라고 하는 행태가 아닌가 하는 생각이 든다”고 비판했다.[5]

### 반 대기업정책 입법 저지를 위한 대 국회 활동 강화 내부 문건 논란
전국경제인연합회가 정치권의 '반 대기업' 입법 움직임을 저지하기 위한 매뉴얼을 작성해 논란이 일고 있다. 전경련이 작성해 실무 임원진에게 배포한 문건에는 정치인들을 개별 면담하고 후원금, 출판기념회, 지역구 사업 등을 도와주라고 쓰여 있다.
주요 대기업마다 정치인을 할당하기까지 했다. 삼성그룹은 홍준표·손학규 등 각 당 대표를, 현대차그룹은 황우여, 이주영 등 여당 주요 인사를 마크 하며 국회가 대기업 총수를 증인으로 채택하면 무조건 불출석하고, 대신 해당 기업 최고 경영자가 나가는 것을 아예 방침으로 정했다.

### 배임 및 횡령 혐의자에 대한 선처 요구
전경련은 SK그룹 최씨 형제에 대한 수사에 대해“경제성장의 원동력인 기업가 정신이 위축되지 않도록 배려해 달라는 취지"로 탄원서를 제출했다. 이에 대해, 다음 커뮤니케이션 창업자이자 최대 주주인 이재웅씨는 트위터에 “기업가 정신이 무엇인지 전경련은 이해를 전혀 못하고 있다”며 “배임, 횡령, 비자금이 기업가 정신이랑 무슨 상관인가”라는 글을 올려 비판했고 이 글은 트위터 사용자들에 의해 빠르게 확산되었다. 한편 한겨레신문도 사설을 통해 전경련의 행태를 비판했다. 이 신문은 사설에서 "전경련은 재계를 대표하는 데 걸맞은 합리성과 책임 의식을 가져야지 특권·특혜의식에 바탕해 법치를 흐리는 역할을 해선 안 된다."고 비판했다. 또한 전경련이 노동쟁의나 생존권 투쟁에 대해서는 엄격한 법집행 등 강경 대응을 주문하는 것과 대조된다는 점과 최 회장은 지난 2003년 거액의 분식회계를 저질러 2008년 대법원에서 실형을 선고 받은 뒤 그해 특별 사면을 받고서 다시 회삿돈을 빼돌린 혐의를 받고 있다는 점도 지적하면서 검찰의 엄정수사를 촉구했다.

### "기업 엑소더스 엄포"에 대한 비판
전경련은 6월 임시국회를 앞두고 “최근 기업들의 경영 환경이 급속도로 나빠지면서 생산 기지의 해외 이전이 가속화되는 경제 엑소더스 가능성에 직면해 있다”며, 법인세 증세 논의, 과도한 기업 규제, 납품단가 조정 어려움, 엔화가치 하락, 높은 생산 요소 비용, 경직적 노사 관계, 반기업 정서 확산을 7대 근거로 꼽았다.
하지만 이른바 7대 근거의 상당수가 무리한 내용을 담고 있어 설득력이 떨어진다는 지적이 있다. 전경련은 한국은 비과세 및 조세 감면 축소·폐지와 일부 정치권의 법인세 인상 추진 등으로 주요 선진국들의 법인세 인하 추세에 역행하고 있다고 지적했다. 하지만 한국도 이미 2009년 법인세 최고 세율을 25%에서 22%로 낮춰, 경제협력개발기구(OECD) 평균인 25.4%(2012년)보다 낮은 상태다. 2021년 현재 법인세 최고 세율은 다시 27.5%로 높아졌으며, 2020년 기준 OECD 평균인 23.1%와 비교해도 높아진 상태다.
또한 기업 규제가 과도하다는 근거로 세계경제포럼(WEF)이 발표한 2012년도 한국의 정부 규제 부담 및 규제 개선 효율성이 비교 대상 142개국 가운데 각각 114위와 96위에 불과한 점을 제시했지만 세계경제포럼 발표 중에는 기업경영윤리(56위), 기업 이사회 유효성(121위), 소수주주 이익 보호(109위), 투자자 보호 강도(65위) 등과 같이 기업 규제 강화 필요성을 뒷받침하는 자료도 상당히 많다.
전경련은 이밖에 지난 4월 국회에서 하도급법 개정으로 부당 단가 인하 등에 대해 징벌적 손해배상제가 도입되면서 판매가 인하, 원사업자(대기업)의 경영 적자 등 불가피한 상황에서도 단가 인하가 불가능하게 됐다고 주장했다. 하지만 공정위는 “법 개정 취지는 대기업이 자신의 경영 부담을 중소기업에게 일방적으로 떠넘겨서는 안된다는 것이다. 징벌적 손해배상제는 부당한 단가 인하, 발주 취소, 반품 등 불공정 하도급거래가 대상이어서, 대기업이 공정 거래를 하면 문제될 게 없다”고 반박한다.
전경련은 더불어 경직적 노사 관계의 근거로 지난해 우리나라 노사 협력 순위가 129위로 최하위권이고, 1000명당 근로 손실 일수가 30.2일로 독일(0.7일), 홍콩(0.1일) 등에 비해 훨씬 많다는 점을 제시했다. 하지만 노사 관계가 안 좋은 것은 원칙적으로 노사 공동의 책임이라는 반론이 제기된다.
전경련은 국민의 기업 호감도가 2012년 하반기 49.8로 4년 이래 최저 수준이라며, 양극화에 대한 대기업 책임론과 경제 민주화 법안이 반기업 정서를 낳았다고 주장했다. 하지만 반기업 정서의 근본 원인은 남양유업사태에서 나타나듯 경제적 강자인 갑의 부당한 횡포 때문이고, 경제 민주화 법안은 이를 막기 위한 것이라는 점에서 전경련은 인과관계를 뒤바꿔 놓고 있다는 지적을 받았다.
한편 김상조 경제개혁연대 소장은 이 같은 전경련의 주장에 대해 "그 논리적·실증적 근거의 허접함"은 둘째 치고, 1990년대 중반에도‘고비용·저효율 구조론’을 들고 나와 본사를 해외로 옮기겠다며 정부와 국민을 협박하며 개혁을 거부하다 1997년 외환위기를 맞았던 사실이 연상 된다며, 시대의 흐름을 읽지 못하는 근시안적 시각으로 스스로 4류임을 증명하는 전경련은 해체하는 것이 낫겠다고 비판했다.

### 어버이연합의 탈북자 집회 동원 지원
어버이연합의 차명 계좌로 추정되는 계좌로 2014년 9월부터 12월까지 넉 달 동안 1억 2000만 원이 입금된 사실이 확인되었다. 이에 경실련은 "보수단체를 이용한 국론 분열 조장 행위를 규명해야 한다"며 전국경제인연합회의 해체를 요구하기도 했다.

## 회원 구성
2010년 5월 기준으로 현재 전경련 회원은 모두 488명이다. 회원 구성을 보면 기업체의 대표인 일반 회원이 417명, 업종별 단체의 대표인 단체 회원이 66명, 전직 전경련 회장인 명예 회원 5명으로 구성되어 있다. 조직은 총회를 중심으로 감사와 이사회 및 위원회가 구성되어 있으며, 현 회장은 류진, 상근부회장은 김창범이며, 상임고문은 김병준이고 수석명예회장은 손길승이다.

### 회원 현황

#### 회장
- 류진(풍산)

#### 부회장
- 김승연((주)한화)
- 이웅열((주)코오롱)
- 신동빈(롯데쇼핑(주))
- 김윤((주)삼양홀딩스)
- 김준기(DB)
- 이장한((주)종근당)
- 박정원((주)두산)
- 조원태(한진)
- 허태수(GS)
- 조현준(주식회사 효성)
- 김남구(한국투자금융지주)
- 김정수(삼양라운드스퀘어)
- 성래은(영원무역그룹)
- 김창범(한국경제인협회)

#### 위원장단
- 경제정책위원회 위원장 김윤(주식회사 삼양홀딩스)
- 남북경제교류특별위원회 위원장 정몽규 (HDC)
- K-ESG 얼라이언스 위원장 김윤(주식회사 삼양홀딩스)
- 윤리위원회 위원장 목영준 (고려대 석좌교수)

#### 명예회장
- 손길승 SK텔레콤 주식회사
- 허창수 GS건설

## 역대 전경련 회장
| 대수        | 성명   | 재임기간        | 비고                                        |
| ----------- | ------ | --------------- | ------------------------------------------- |
| 초대        | 이병철 | 1961년 ~ 1962년 |                                             |
| 제2 ~ 4대   | 이정림 | 1962년 ~ 1964년 |                                             |
| 제5대       | 김용완 | 1964년 ~ 1966년 |                                             |
| 제6 ~ 8대   | 홍재선 | 1966년 ~ 1969년 |                                             |
| 제9 ~ 12대  | 김용완 | 1969년 ~ 1977년 |                                             |
| 제13 ~ 17대 | 정주영 | 1977년 ~ 1987년 | 현대그룹 명예회장                           |
| 제18대      | 구자경 | 1987년 ~ 1989년 | 주식회사 LG 명예회장                        |
| 제19 ~ 20대 | 유창순 | 1989년 ~ 1993년 |                                             |
| 제21 ~ 24대 | 최종현 | 1993년 ~ 1998년 |                                             |
| 제25대      | 김우중 | 1998년 ~ 1999년 |                                             |
| 제26 ~ 27대 | 김각중 | 2000년 ~ 2003년 |                                             |
| 제28대      | 손길승 | 2003년 ~ 2003년 | SK텔레콤 주식회사 명예회장                  |
| 제29 ~ 30대 | 강신호 | 2004년 ~ 2007년 | 동아쏘시오홀딩스주식회사 회장               |
| 제31 ~ 32대 | 조석래 | 2007년 ~ 2010년 | 주식회사 효성 회장                          |
| 제33 ~ 38대 | 허창수 | 2011년 ~ 2023년 | FC 서울 구단주, GS그룹 회장, 남촌재단이사장 |
| 직무대행    | 김병준 | 2023년          |                                             |
| 제39대      | 류진   | 2023년 ~        | 풍산그룹 회장                               |

## 역대 전경련 상근부회장
| 대수   | 성명   | 재임기간            | 비고       |
| ------ | ------ | ------------------- | ---------- |
| 초대   | 김주인 | 1961년 ~ 1962년     | 사무국장   |
| 제2대  | 김입삼 | 1962년 ~ 1963년     | 사무국장   |
| 제3대  | 진학문 | 1963년 ~ 1966년     | 상근부회장 |
| 제4대  | 김상영 | 1966년 ~ 1971년     | 상근부회장 |
| 제5대  | 김입삼 | 1971년 ~ 1981년     | 상근부회장 |
| 제6대  | 윤태염 | 1981년              | 상근부회장 |
| 제7대  | 노인환 | 1981년 ~ 1987년     | 상근부회장 |
| 제8대  | 신봉식 | 1987년 ~ 1989년     | 상근부회장 |
| 제9대  | 최창락 | 1989년 ~ 1993년     | 상근부회장 |
| 제10대 | 조규하 | 1993년 ~ 1994년     | 상근부회장 |
| 제11대 | 황정현 | 1994년 ~ 1997년     | 상근부회장 |
| 제12대 | 손병두 | 1997년 ~ 2003년     | 상근부회장 |
| 제13대 | 현명관 | 2003년 ~ 2005년     | 상근부회장 |
| 제14대 | 조건호 | 2005년 ~ 2007년 4월 | 상근부회장 |
| 제15대 | 이윤호 | 2007년 ~ 2008년     | 상근부회장 |
| 제16대 | 정병철 | 2008년 ~ 2013년     | 상근부회장 |
| 제17대 | 이승철 | 2013년 ~ 2017년     | 상근부회장 |
| 제18대 | 권태신 | 2017년 ~ 2023년     | 상근부회장 |
| 제19대 | 김창범 | 2023년 ~ 현재       | 상근부회장 |

## 같이 보기
- 한국경영자총협회
- 자유기업원
- 한국경제신문
- 한국경제TV